# Gongchangling
Der Stadtbezirk Gongchangling (chinesisch 弓长岭区, Pinyin Gōngchánglǐng Qū) ist ein Stadtbezirk der bezirksfreien Stadt Liaoyang in der nordostchinesischen Provinz Liaoning. Er hat eine Fläche von 340,2 km² und zählt 80.870 Einwohner (Stand: Zensus 2020).

## Administrative Gliederung
Auf Gemeindeebene setzt sich der Stadtbezirk aus drei Straßenvierteln, einer Großgemeinde und einer Gemeinde zusammen. 